# Björn Collinder

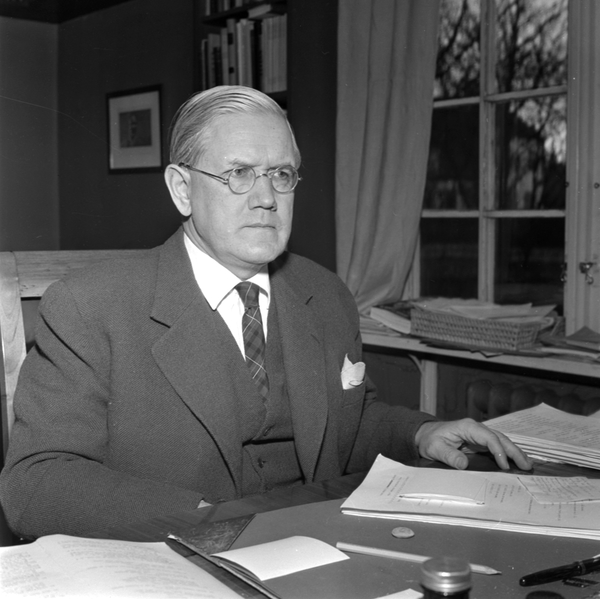
Erik Alfred Torbjörn „Björn“ Collinder

Björn Collinder (ur. 22 lipca 1894 w Sundsvall, zm. 20 maja 1983 w Wiedniu) – szwedzki językoznawca-uralista.

## Życie
Björn Collinder urodził się w Sundsvall jako syn nauczyciela szkoły średniej Erika Collinder i Violi Horney. W roku 1912 rozpoczął studia w uniwersytecie w Uppsali, początkowo w zakresie języków nordyckich, lecz ostatecznie poświęcił się językom ugrofińskim, zwłaszcza saami. W latach 1921–1922 przeprowadził podróż naukową do Finlandii, a 1924 pracował jako prasowy attaché w fińskiej ambasadzie w Szwecji. Jego praca doktorska Über den finnisch-ugrischen Stufenwechsellehre ukazała się w 1929. Był professorem uniwersytetu w Uppsali 1933–1961. Stał się doktorem honoris causa uniwersytetu w Helsinkach 1960. Jako profesor wizytujący wykładał w Stanach Zjednoczonych Ameryki: Uniwersytet Indiany 1947, Uniwersytet Minnesoty 1948, Uniwersytet Kalifornijski 1963; w Australii w Australian National University 1963, oraz w Uniwersytecie Wiedeńskim w trzech periodach 1963–1964, 1966–1967 i 1971–1972.
Ożenił się w 1940 ze śpiewaczką Brittą Norrby-Collinder.

## Działalność językoznawcza
Znany był jako nie tylko badacz poszczególnych języków uralskich, ale także zwolennik ustalania związków genetycznych pomiędzy rodzinami językowymi, np. związków uralsko-indoeuropejskich, uralsko-ałtajskich czy uralsko-jukagirskich, przez co w pewnym stopniu współprzygotowywał grunt pod teorię nostratyczną.
Dla studentów filologii uralskich podstawowe znaczenie mają jego prace o charakterze pół-podręcznikowym: Fenno-Ugric Vocabulary: An Etymological Dictionary of the Uralic Languages (1955), Survey of the Uralic Languages (1957), Comparative Grammar of the Uralic Languages (1960) oraz An Introduction to the Uralic Languages (1965) - stanowią one swego rodzaju wzajemnie się uzupełniające tomy "tetralogii podręczników uralistycznych".
W zakresie języka szwedzkiego był Collinder zdecydowanym purystą, sprzeciwiał się przejawom mody językowej, zwłaszcza wpływom języka angielskiego.
Collinder był także aktywny jako tłumacz. Między innymi przetłumaczył na szwedzki język fiński epos Kalevala (pierwsze wydanie 1948 z ilustracjami Akseli Gallen-Kallela), a także staroangielski poemat Beowulf (1954), dramat Eurypidesa Cyklop (1955), Eddę młodszą (1958) i Eddę starszą (1957), oraz dramaty Williama Shakespearea i Sofoklesa.

## Wybór prac
- 1929 Über den finnisch-lappischen Quantitätswechsel I, Uppsala.
- 1934 Indo-uralisches Sprachgut, Uppsala.
- 1938 Lautlehre des waldlappischen Dialektes von Gällivare, Helsinki.
- 1939 Reichstürkische Lautstudien, Uppsala.
- 1940 Jukagirisch und Uralisch, Uppsala.
- 1943 Lappisches Wörterverzeichnis aus Härjedalen, Uppsala.
- 1949 The Lapps, New York.
- 1949 The Lappish Dialect of Jukkasjärvi: A Morphological Survey, Uppsala.
- 1954 Scandinavica et fenno-ugrica, Uppsala.
- 1964 The Kalevala and its background, Stockholm.
- 1965 Hat das Uralische Verwandte? Eine sprachvergleichende Untersuchung, Uppsala
- 1968 Kritische Bemerkungen zum Saussure'schen Cours de linguistique générale, Uppsala.
- 1970 Noam Chomsky und die generative Grammatik. Eine kritische Betrachtung, Uppsala.
- 1978 Sprache und Sprachen. Einführung in die Sprachwissenschaft, Hamburg.